# Goltug nagara
Goltug nagara (azerski: Qoltuq nağara, ruski: Голтуг нагар) azerbajdžansko je narodno glazbalo koje spada pod udaraljke. Goltug nagara je jedna od najčešćih udaraljka u Azerbajdžanskoj narodnoj glazbi. 

## Etimologija
Qoltuq na azerskome znači pazuh, a nagara dolazi od arapske riječi نقارة‎ koja znači kucanje, tucanje.

## Opis
Koristi se u ansamblima i orkestrima. Svira se lupanjem dlanova i prstiju obiju ruka, a ponekad s pomoću dva lagana štapića. Tijekom sviranja koriste se tehnike poput šamaranja, tremola, trilera i pucketanja.
Nagara, koja ima snažnu zvučnu dinamiku, dozvoljava raznolike nijanse timbra koji se mogu reproducirati i na otvorenome zraku. Goltug nagara koristi se u tradicionalnim folklornim obredima, narodnim kazališnim komadima i u plesovima poput džanglija, jalljija, itd. Tijelo instrumenta je izrađeno od drveća oraha, marelice i drugih drveća, a membrana od ovčje kože. Visina iznosi 350 – 360 mm, a dijametar 300 – 310 mm.